# Gura Suhașului, Vâlcea
Gura Suhașului este localitatea componentă de reședință a orașului Ocnele Mari din județul Vâlcea, Oltenia, România. Istoricul său se confundă cu cel al orașului.
Aici se află primaria orașului, oficiul poștal, cabinete medicale, băile minerale cu apă sărată, hotel.

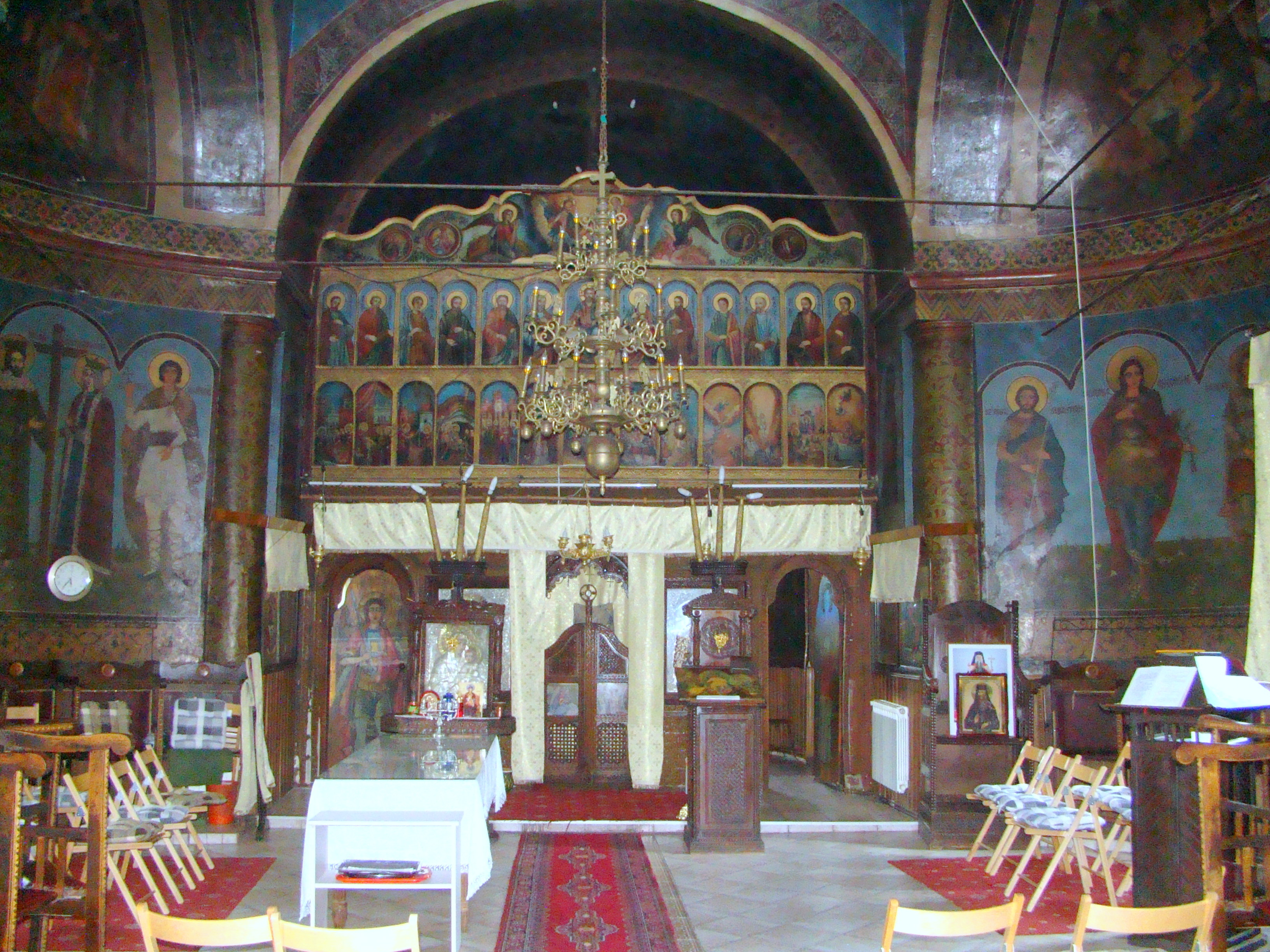
Biserica parohiei Trăistari: nava spre iconostas